# Jackie Robinson (baloncestista)
Jackie Lee Robinson (Los Ángeles, California, 20 de mayo de 1955) es un exjugador de baloncesto estadounidense que disputó tres temporadas en la NBA, además de jugar en la liga italiana, liga ACB, liga israelí y otras ligas menores de su país. Con 1,98 metros de estatura, jugaba en la posición de alero.

## Trayectoria deportiva

### Universidad
Jugó durante cuatro temporadas con los Rebels de la Universidad de Nevada, Las Vegas, en las que promedió 11,4 puntos y 8,2 rebotes por partido. Es el décimo mayor reboteador de la historia de su universidad. Se perdió una temporada entera debido a una lesión de rodilla en la Final Four de 1977.

### Profesional
Fue elegido en la sexagésimo séptima posición del Draft de la NBA de 1978 por Houston Rockets, pero fue despedido antes del comienzo de la competición. Fichó entonces por los Las Vegas Dealers de la liga menor WBA, donde jugó una temporada, siendo elegido en el segundo mejor quinteto de la competición.
En 1979 ficha como agente libre por Seattle SuperSonics, pero solo llegó a disputar 12 partidos, en los que promedió 3,8 puntos y 1,6 rebotes por partido, en una temporada en la que los Sonics ganaron el anillo de campeones de la NBA.
En las dos temporadas siguientes apenas jugó, firmando contratos de diez días con Detroit Pistons y Chicago Bulls, para acabar jugando en la CBA. En 1982 decide continuar su carrera en Europa, fichando por el Pallacanestro Livorno de la Serie A2 italiana. Allí jugó una temporada en la que promedió 22,0 puntos y 5,3 rebotes por partido.
Al año siguiente jugó en el Maccabi Tel Aviv, y en 1984 fichó por el RCD Español de Barcelona de la liga ACB, promediando 21,0 puntos y 6,0 rebotes, en la que sería su última temporada como profesional y convirtiéndose en el primer jugador con un anillo NBA en un equipo español.

## Estadísticas de su carrera en la NBA

### Temporada regular
| Temporada | Edad | Equipo              | Liga | P  | TIT | MIN | TC  | TCA | %TC  | 3P  | 3PA | %3P  | TL  | TLA | %TL   | R.OF. | R.DEF. | REB | ASIS | ROB | TAP | PER | FP  | PTS |
| 1978-79   | 23   | Seattle SuperSonics | NBA  | 12 |     | 8.8 | 1.6 | 3.4 | .463 |     |     |      | 0.7 | 1.3 | .533  | 0.8   | 0.8    | 1.6 | 1.1  | 0.4 | 0.1 | 0.9 | 0.8 | 3.8 |
| 1979-80   | 24   | Detroit Pistons     | NBA  | 7  |     | 7.3 | 1.3 | 2.4 | .529 | 0.0 | 0.1 | .000 | 1.3 | 1.6 | .818  | 0.4   | 0.3    | 0.7 | 0.0  | 0.4 | 0.4 | 0.3 | 1.1 | 3.9 |
| 1981-82   | 26   | Chicago Bulls       | NBA  | 3  | 0   | 9.7 | 1.0 | 3.0 | .333 | 0.0 | 0.0 |      | 1.3 | 1.3 | 1.000 | 1.0   | 0.0    | 1.0 | 0.0  | 0.0 | 0.0 | 0.3 | 0.3 | 3.3 |
| Total     |      |                     | NBA  | 22 | 0   | 8.4 | 1.4 | 3.0 | .463 | 0.0 | 0.1 | .000 | 1.0 | 1.4 | .700  | 0.7   | 0.5    | 1.2 | 0.6  | 0.4 | 0.2 | 0.6 | 0.8 | 3.8 |